# Bahnradsport-Weltmeisterschaften 1973
Die Bahnradsport-Weltmeisterschaften 1973 fanden vom 22. bis 27. August 1973 im spanischen San Sebastián statt.
Trotz eines Urteils des Gerichtshofes der Europäischen Wirtschaftsgemeinschaft in Utrecht, wonach Arbeitnehmer Freizügigkeit in deren Bereich genießen, hatte der Weltradsportverband UCI ein neues Reglement aufgestellt, wonach Schrittmacher bei Steherrennen dieselbe Nationalität haben mussten wie die Radrennfahrer (Schrittmacher werden vom Fahrer engagiert und bezahlt). Das hatte zur Folge, dass der Niederländer Bruno Walrave nicht wie bisher als der Schrittmacher von Amateur-Steher Horst Gnas fungieren durfte; das Gespann war in den beiden Jahren zuvor gemeinsam Weltmeister geworden. Buchstäblich in letzter Minute musste der Schrittmacher Hans Käb aus Deutschland anreisen; Gnas wurde trotz dieser Unannehmlichkeiten Weltmeister. Walrave und sein Kollege Norbert Koch fochten dieses Reglement später erfolgreich an.
Bei der Mannschaftsverfolgung kam es zu einem schweren Zwischenfall: Der deutsche Vierer mit Günther Schumacher, Günter Haritz, Peter Vonhof und Hans Lutz fuhr im Finale dem Sieg entgegen, als 40 Meter vor dem Ziel ein Ordner auf die Bahn sprang. Alle vier Fahrer stürzten; Lutz und Schumacher erlitten schwerere Verletzungen und mussten ins Krankenhaus eingeliefert werden. Das Wettkampfgericht erklärte zunächst das britische Team zum Sieger des Rennens, das die Goldmedaille jedoch nicht annehmen wollte. Nach einem Protest der deutschen Mannschaftsleitung wurde der bundesdeutsche Vierer schließlich zum Weltmeister erklärt. Für dieses Verhalten wurden die Fahrer des britischen Vierers und Trainer Norman Sheil mit der „Fair-Play-Trophäe“ des Vereins Deutscher Sportjournalisten ausgezeichnet.
Zwei Tage nach seinem WM-Sieg in San Sebastián verunglückten die Ehefrau von Steher-Weltmeister Horst Gnas und deren Freundin tödlich; sie wurden auf einer Radtour von einem Auto angefahren.

## Resultate Frauen
| Disziplin       | Platz | Land                   | Athlet                 | Zeit        |
| --------------- | ----- | ---------------------- | ---------------------- | ----------- |
| Sprint          | 1     | Vereinigte Staaten     | Sheila Young           |             |
|                 | 2     | Tschechoslowakei       | Iva Zajíčková          |             |
|                 | 3     | Sowjetunion 1955       | Galina Ermolaeva       |             |
| Einerverfolgung | 1     | Sowjetunion 1955       | Tamara Garkuchina      | 4:01,60 min |
| (3000 m)        | 2     | Niederlande            | Keetie van Oosten-Hage | 4:04,48 min |
|                 | 3     | Vereinigtes Konigreich | Beryl Burton           | 4:08,38     |

## Resultate Männer

### Profis
| Disziplin                | Platz | Land                   | Athlet                     | Zeit                    |
| ------------------------ | ----- | ---------------------- | -------------------------- | ----------------------- |
| Sprint                   | 1     | Belgien                | Robert Van Lancker         | 12,09 (1.), 13,00 (2.)  |
|                          | 2     | Italien                | Giordano Turrini           |                         |
|                          | 3     | Italien                | Ezio Cardi                 | 11, 85 (1.), 11,62 (3.) |
| Einerverfolgung (5000 m) | 1     | Vereinigtes Konigreich | Hugh Porter                | 6:02, 97 min.           |
|                          | 2     | Niederlande            | René Pijnen                | 6:12,47 min             |
|                          | 3     | Belgien                | Ferdinand Bracke           | 6:05, 94                |
| Steherrennen (1 Stunde)  | 1     | Niederlande            | Cees Stam/Joop Stakenburg  | 68,580 km               |
| (100 km)                 | 2     | Niederlande            | Piet de Wit/Bruno Walrave  | + 1 m                   |
|                          | 3     | Frankreich             | Christian Raymond/Goutorbe | + 2 Rd. und 225 m       |

### Amateure
| Disziplin                      | Platz | Land                                    | Athlet                                                      | Zeit                           |
| ------------------------------ | ----- | --------------------------------------- | ----------------------------------------------------------- | ------------------------------ |
| Sprint                         | 1     | Frankreich                              | Daniel Morelon                                              |                                |
|                                | 2     | Sowjetunion 1955                        | Anatolij Jablunowskyj                                       |                                |
|                                | 3     | Italien                                 | Giorgio Rossi                                               |                                |
| 1000-m-Zeitfahren              | 1     | Polen 1944                              | Janusz Kierzkowski                                          | 1.07,51 min                    |
|                                | 2     | Sowjetunion 1955                        | Eduard Rapp                                                 | 1:08,08 min                    |
|                                | 3     | Niederlande                             | Herman Ponsteen                                             | 1:08,33 min                    |
| Einerverfolgung (4000 m)       | 1     | Norwegen                                | Knut Knudsen                                                | 4:49,53 min                    |
|                                | 2     | Niederlande                             | Herman Ponsteen                                             | 4.54,40 min                    |
|                                | 3     | Deutschland Bundesrepublik              | Rupert Kratzer                                              | 4:53,99 min                    |
| Mannschaftsverfolgung (4000 m) | 1     | Deutschland Bundesrepublik              | Günther Schumacher/Peter Vonhof/ Hans Lutz/Günter Haritz    | nach Sturz auf Platz 1 gesetzt |
|                                | 2     | Großbritannien                          | Michael Bennett/Richard Evans/ Ian Hallam/William Moore     | 4:28,53 min                    |
|                                | 3     | Niederlande                             | Gerrie Fens/Peter Nieuwenhuis/ Herman Ponsteen/Roy Schuiten | 4:28,17 min                    |
| Tandemrennen                   | 1     | Tschechoslowakei                        | Vladimír Vačkář/Miroslav Vymazal                            | 10,84 (1.), 10,94 (2.)         |
|                                | 2     | Sowjetunion 1955                        | Wiktor Kopylow/Wladimir Semenets                            |                                |
|                                | 3     | Deutschland Demokratische Republik 1949 | Jürgen Geschke/Werner Otto                                  | 10,72 (1.), 10,60 (2.)         |
| Steherrennen                   | 1     | Deutschland Bundesrepublik              | Horst Gnas/Hans Käb                                         |                                |
|                                | 2     | Deutschland Bundesrepublik              | Rainer Podlesch/Peter Schindler                             |                                |
|                                | 3     | Niederlande                             | Gaby Minneboo/Joop Stakenburg                               |                                |